# Готфрид II фон Марщетен
Готфрид II фон Марщетен (на немски: Gottfried von Marstetten; † сл. 1239) от фамилията на „господарите, гарфовете и маркграфовете фон Урзин-Ронсберг“ е граф на Марщетен (до Айтрах в Баден-Вюртемберг).
Той е единственият син на граф Готфрид фон Марщетен († сл. 1195) и съпругата му Ита фон Тирщайн-Хомберг († 1200?), вдовица на Дителм III/IV фон Тогенбург († сл. 1176), дъщеря на граф Вернер I фон Тирщайн-Хомберг († сл. 1154) и дъщерята на граф Фридрих I фон Цолерн († ок. 1139) и Удилхилд фон Урах-Детинген († 1134). Внук е на Руперт фон Марщетен и Ронсбург († сл. 1166) и правнук на Руперт фон Урзин († сл. 1130) и съпругата му Ирмингард фон Калв.
Замъкът Марщетен е построен през 11 век от клон на маркграфовете фон Урзин-Ронсберг. През Тридесетгодишната война (1618 – 1648) замъкът е разрушен от шведската войска и след това отново е построен.

## Фамилия
Готфрид II фон Марщетен се жени за Берхта фон Балсхайм († сл. 1239), внучка на граф Хартман III фон Кирхберг-Балсхайм-Алпгау († сл. 1198), дъщеря на Рудолф фон Кирхберг-Балсхайм († сл. 1192). Те имат две дъщери:
- Берхта фон Марщетен (* пр. 1240; † сл. 1259), омъжена за граф Бертхолд II фон Нойфен-Марщетен († сл. 1268/сл. 1274)
- дъщеря, омъжена за граф Ото V фон Бранденбург († 23 юли 1296)